# Chrysoperla asoralis
Chrysoperla asoralis är en insektsart som först beskrevs av Banks 1915.  Chrysoperla asoralis ingår i släktet Chrysoperla och familjen guldögonsländor. Inga underarter finns listade i Catalogue of Life.